# Гешвенд, Александр Романович
Александр Романович Гешвенд (нем. Alexander Daniel Geschwendt; 21 октября [2 ноября] 1833, Санкт-Петербург — 23 октября [5 ноября] 1905, Санкт-Петербург) — русский архитектор. Брат инженера Ф. Р. Гешвенда.

## Биография

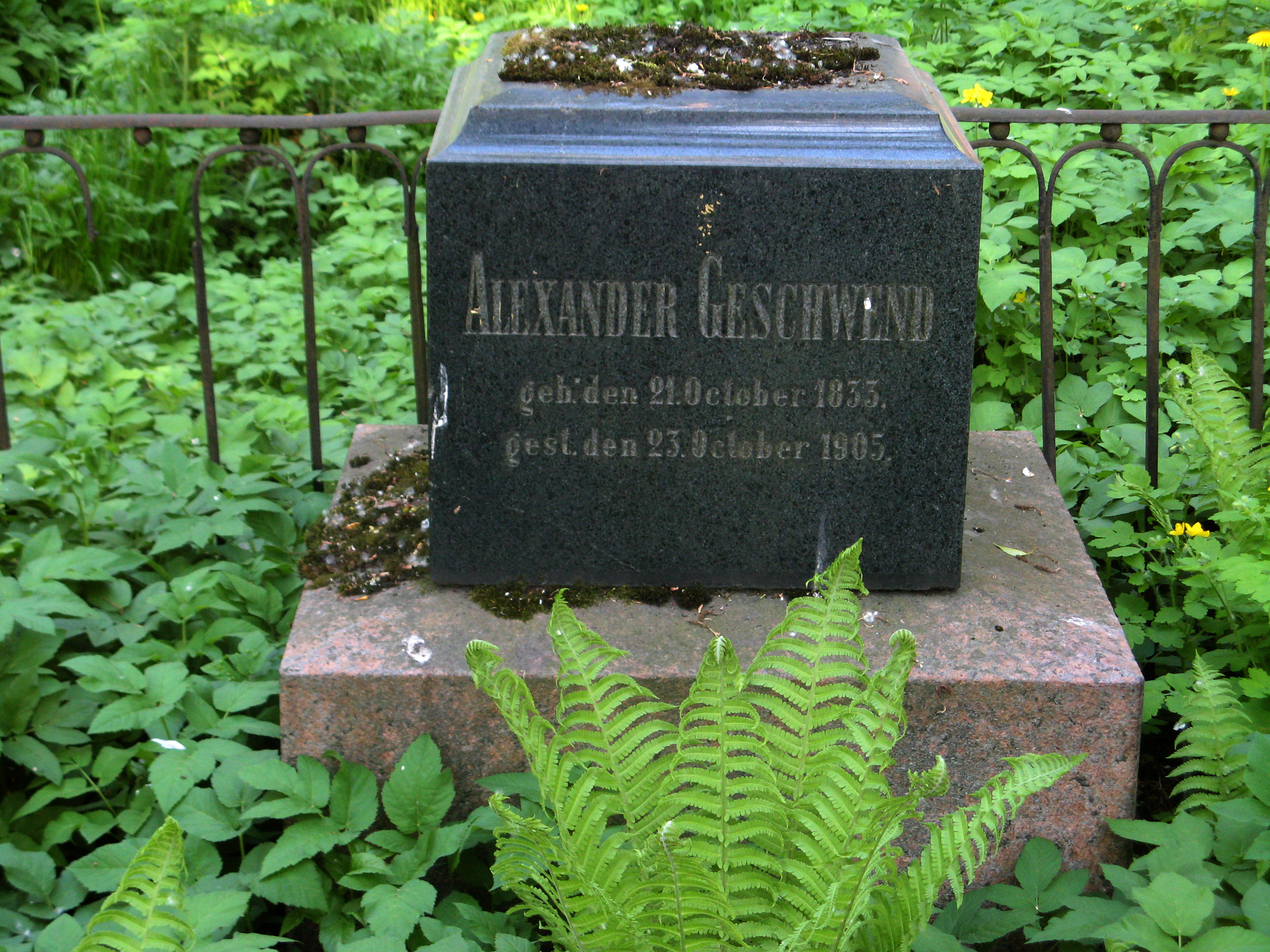
Могила Александра Гешвенда на Смоленском лютеранском кладбище

В 1847 году поступил в Петербургское строительное училище. После выпуска в 1853 году поступил в распоряжение управление петербургско-варшавской железной дороги.
С 1853 по 1862 год был помощником Н. Л. Бенуа в Лисинском лесничестве. В 1859 году назначен младшим, а затем участковым архитектором строительного отделения Петербургского губернского правления. Был помощником Л. Бенуа. До 1892 год работал архитектором дирекции императорских театров, затем — губернским инженером (Санкт-Петербург).
Был учредителем Петербургского общества архитекторов (1872 год). Имел награды: орден Святого Владимира 3-й степени (1887).

## Проекты и постройки
- Дом Любберса на (Симбирской улице (ныне улица Комсомола) (1869)
- Перестройка доходного дома по адресу Средний проспект, 50 / 13-я линия, 38 (1869—1870, 1878).
- Перестройка зданий кожевенной фабрики Брусницыных по адресам Кожевенная линия, 27 и 30 (1868—1871).
- Надстройка и расширение зданий пивоваренного завода «Гамбринус» — во дворе между 5-я линия, 66 и 6-я линия, 55 (1870—1874)
- Средний проспект, 29 / 6-я линия, 31 — доходный дом (1871)
- Большой проспект Васильевского острова, 32 / 11-я линия, 12 — дом причта Андреевского собора (1882—1883. Надстроен).
- 18-я линия, дом 5 — особняк Е. А. Пундт. Расширение. 1872.
- Улица Декабристов, дом 22 — доходный дом. Перестройка. 1874. (Надстроен).
- Фонтан в Александровском саду у Адмиралтейства (1870—1873) Совместно с Н. Л. Бенуа и И. А. Мерцем.
- Дом Шахова на (Гончарной улице) (1870—1873)
- Набережная реки Мойки, дом 71 / Гороховая улица, дом 16 — доходный дом К. Б. Корпуса. 1876—1878. Включен существовавший дом.
- Набережная реки Монастырки, 9 — Арестный дом (сегодня — Областная больница имени доктора Ф. П. Гааза). 1877—1881
- Гончарная улица, дом 29 / Полтавская улица, дом 5, угловая часть — доходный дом (1878)
- Набережная реки Мойки, дом 64 / переулок Гривцова, дом 1 — доходный дом К. Б. Корпуса (1879—1880)
- Волжский переулок, дом 4 — дом Андреевского собора. Расширение. 1879, 1887
- 9-я линия, дом 32 — доходный дом А. Р. Гешвенда. 1880—1881
- Николаевская (Марата), дом 3 / Стремянная улица, дом 22, угловая часть — доходный дом С. Ф. Мор. 1881—1882
- Набережная реки Фонтанки, дом 127 / Вознесенский проспект, дом 57 — доходный дом. 1882. (Надстроен. Реконструирован).
- Улица Комсомола, дом 35 — жилой дом служащих Финляндской железной дороги. 1882—1883, 1885—1886
- Невский проспект, дом 5 — доходный дом общества страхования от огня. Перестройка. 1884—1885
- Гончарная улица, дом 10 — доходный дом (1887—1888)
- Улица Зодчего Росси, дом 2, двор — здание склада декораций балетной труппы Дирекции императорских театров (1890—1891)
- Переулок Матвеева, дом 3, двор — мастерские Дирекции имп. театров (1890—1891)
- Особняк П. И. Изенталя — Большая Разночинная улица, 14 (1892), не сохранился.
- Городской училищный дом им. С. П. Боткина Васильевский остров, Большой проспект, 75 / 22-я линия, 7. 1891—1892 (по другим данным[источник не указан 1204 дня] 1894—1896). Совместно с Б. А. Бржостовским
- Городской дом начальных училищ им. М. Г. Петрова. Малоохтинский проспект, 51 (1893—1895)
- Средний проспект, дом 31 / 7-я линия, дом 52 — здание городских начальных училищ. 1896—1897. При участии Б. А. Бржостовского. Сейчас Физико-математический лицей № 30.
- Принимал участие в строительстве городского арестного дома.
- Комплекс построек Ямбургской колонии для прокажённых[2]. Урочище Крутые ручьи, Кингисеппский район Ленинградской области (1890-е, не сохранились);
- Надгробный памятник Д. В. Григоровича. Литераторские мостки, Расстанный проезд, 7а. 1903. Ск. М. А. Чижов.

### Инженерные работы
- Проект отопления и вентиляции Андреевского собора (6-я линия, 11) — в соавторстве с Д. Д. Соколовым